# Brun pigghaj
Brun pigghaj (Centrophorus squamosus) är en haj som tillhör familjen pigghajar. 

## Utseende
Den bruna pigghajen är enfärgat grå, gråbrun eller rödbrun med mörka fenor och grov hud med flera hudtänder. Buken är något ljusare. Ögonen är stora med grön reflex. Tänderna är smala med enkla spetsar, små i den undre käken, stora i den övre. Den har två ryggfenor, varje med en kraftig tagg främst. Den är lik sin släkting pigghajen, men har kortare bröstfenor och större ögon. Största rapporterade längd är 164 cm; den anses som fullvuxen vid en längd av 100 cm för hanen, 110 cm för honan.

## Vanor
Arten är framför allt en djuphavsart som vanligtvis lever på kontinentalsockelns sluttningar mellan 200 och 2 400 m. Den kan gå högre upp, men i Nordatlanten går den sällan högre upp än 1 000 m. Hajen vistas framför allt vid bottnen, även om den också kan leva pelagiskt. Den livnär sig på stimfiskar som bland annat sill och torsk, men tar också bläckfisk. Högsta ålder uppskattas till omkring 70 år.

### Fortplantning
Arten är levandefödare som blir könsmogen vid omkring 10 år för hanarna, 12 år för honorna. Honan föder mellan 5 och 8 ungar med en längd på 35 till 40 cm.

## Utbredning
Den bruna pigghajen finns i östra Atlanten från södra Island över Färöarna, västra Brittiska öarna, Madeira, Azorerna och Centralafrika till Sydafrika, i  västra Indiska oceanen från Sydafrika till Aldabraatollen och i västra Stilla havet från Japan och Filippinerna till sydöstra Australien och Nya Zeeland.

## Ekonomiskt utnyttjande
Arten är föremål för ett betydande fiske med långrev och trål, framför allt i Europa, även om mindre fångster även tas i australiska vatten och i Oceanien. På grund av dess utvecklingsbiologi med en långsam utveckling har den minskat kraftigt i delar av sitt utbredningsområde (framför allt nordatlanten), och IUCN har därför klassificerat den som sårbar ("VU"), med underklassificeringen "A2bd+3bd+4bd".